# 娯楽施設利用税
娯楽施設利用税（ごらくしせつりようぜい）とは、かつてあった日本の租税のひとつであり、地方税法（昭和25年7月31日法律第226号）に基づき、かつて、娯楽施設の利用に対し課されていた地方税である。

## 概要
入場税が1954年に、第一種の施設（映画館、劇場、演芸場、競馬場など）と第二種の施設（展覧会場、遊園地など）の部分が国税として移譲されたことにより、第三種の施設（ゴルフ場、パチンコ場、マージャン場、ビリヤード場など）の利用に対し地方税の娯楽施設利用税として課すこととされた。
1979年、自治省は当時流行していたアーケードゲーム機『スペースインベーダー』を課税対象に入れるための実態調査を進めていたが、諸事情により導入は見送られた。
1989年（平成元年）4月1日の消費税導入を契機に、ゴルフ場以外の施設については税率も低く、また、消費行為の多様化により、課税される施設と課税されない施設の間に不均衡もあるとの理由から、これらを廃止し、課税対象をゴルフ場に限定し、ゴルフ場利用税と改称され、存続している。

## 税率
ゴルフ場利用税に改組直前
- ゴルフ場 1人1日: 1,100円
- 外形課税（月額）
  - パチンコ場: 1台280円
  - マージャン場: 1卓830円
  - たまつき場: 1台1,300円